# Ахунуи
Ахунуи (фр. Ahunui) — атолл во Французской Полинезии.

## География
Ахунуи расположен в южной части Тихого океана в архипелаге Туамоту. Ближайший материк, Южная Америка, находится примерно в 5600 км. Примерно в 55 км к северо-западу расположен остров Параоа, в 120 км к северо-востоку — Ваираатеа.
Имеет форму кольца диаметром около 6 км. С точки зрения геологии, представляет собой атолл, в центре которого находится крупная лагуна, полностью окружённая сушей. Состоит из нескольких моту (одного крупного в восточной части и 18 более мелких). Площадь суши Ахунуи — 5,7 км².
Остров покрыт кокосовыми пальмами, много гнездующихся морских птиц. Климат тропический. Подвержен разрушительному воздействию тропических циклонов.

## История
Ахунуи был открыт в 1826 году британцем Фредериком Уильямом Бичи, давшим ему название остров Байема Мартина (англ. Byam Martin Island). Впоследствии атолл был известен под названием Кокбёрн (англ. Cockburn Island).

## Административное деление
Административно остров входит в состав коммуны Хао.

## Население
В северо-западной части Ахунуи есть небольший причал. Постоянного населения на атолле нет.